# Homosexualität im Libanon

Libanon

Der Libanon gehört im Nahen Osten zu den für homosexuelle Menschen weniger eingrenzenden Staaten, da es eine kleine LGBT-Bewegung hat. Nach einer Gerichtsentscheidung vom 28. Januar 2014 können Homosexualität bzw. homosexuelle Handlungen nicht mehr nach Artikel 534 des libanesischen Strafgesetzbuches verurteilt werden, da sie nicht „widernatürlich“ seien.

## Legalität
Artikel 534 des libanesischen Strafgesetzbuches verbietet „widernatürliche“ sexuelle Beziehungen. Dieses Gesetz ist häufig so ausgelegt worden, dass es homosexuellen Geschlechtsverkehr verbietet. Demgegenüber haben libanesische Gerichte im Dezember 2009 und im Januar 2014 entschieden, dass homosexueller Geschlechtsverkehr nicht widernatürlich und somit nicht illegal sei. Im Januar 2017 urteilte erneut ein Gericht im Libanon, dass homosexuelle Handlungen nicht strafbar seien.
Laut Gesetzbuch liegt die Mindeststrafe bei einem mittleren Bußgeld. Die Höchststrafe liegt bei einem Jahr Gefängnis. Seit etlichen Jahren sind keine Verurteilungen mehr aufgrund von Art. 534 erfolgt. Das Strafgesetz dient der Polizei immer noch zur Einschüchterung und zur Registrierung der Betroffenen.

## Antidiskriminierungsgesetze
Antidiskriminierungsgesetze bestehen nicht.

## Anerkennung gleichgeschlechtlicher Lebenspartnerschaften
Staatlicherseits sind homosexuelle Paare nicht anerkannt.

## Gesellschaftliche Situation
Die im Verhältnis zu den arabischen Nachbarstaaten gegenüber Homosexuellen weniger repressive Haltung besteht bereits seit Jahrzehnten. So fand schon um das Jahr 1970 jährlich „während der ersten Juliwochen in Beirut ein ungezwungenes Treffen homophiler Persönlichkeiten aus allen Kontinenten statt.“
In Beirut gibt es eine kleine LGBT-Gemeinschaft. Des Weiteren bestehen Organisationen wie Helem, die sich für die Rechte homosexueller Menschen im Libanon einsetzen.
Im Jahr 2002 brach die Polizei in ein Haus einer Frau ein, nachdem ihre Mutter behauptete, dass ihre Tochter etwas Geld und Schmuck gestohlen hatte. Beim Betreten des Hauses fand die Polizei die Frau, die eine sexuelle Beziehung mit einer anderen Frau hatte und verhaftete diese. Weitere Verhaftungen von schwulen Paaren oder Polizeirazzien von Nachtclubs in Beirut sind ebenfalls bekannt.
Keine der libanesischen Parteien hat die Ziele der libanesischen Menschenrechtsorganisation bisher befürwortet. Im Jahr 2005 floh eine Gruppe libanesischer schwuler Männer in die Niederlande und beantragte Asyl. Die Gruppe argumentiert damit, dass Homosexualität im Libanon strafbar ist. Sie würden wie Kriminelle behandelt werden, wenn sie in den Libanon zurückkehrten. Kanada hat eine libanesische Schwulenasylkampagne gegründet.

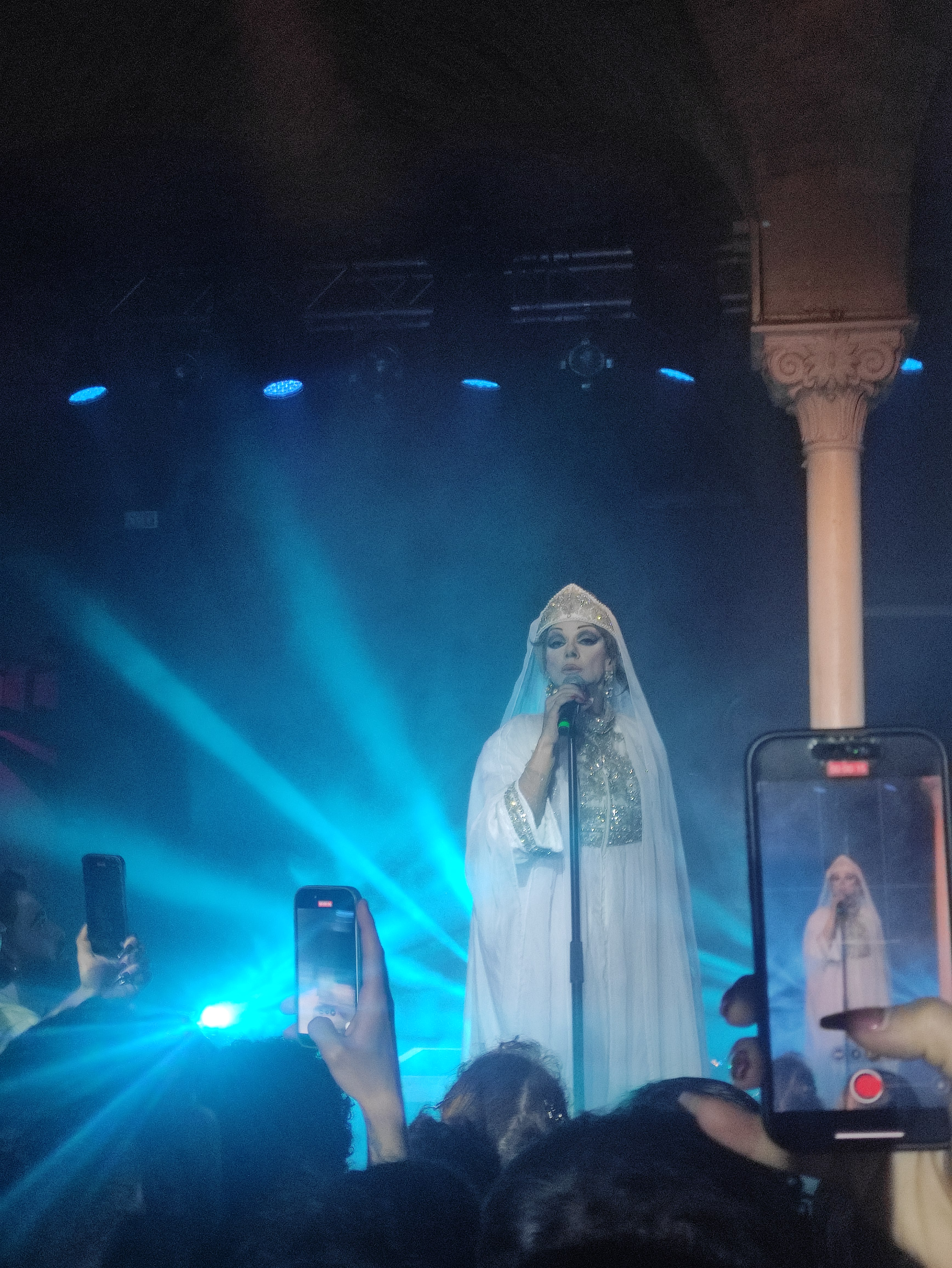
Bassem Feghali bei einem Auftritt in Berlin im Mai 2025

Die Dragqueen Bassem Feghali gilt als Vorreiterin der libanesischen Dragszene und als maßgebliche Inspiration für libanesische Dragqueens wie Anya Kneez und Evita Kedavra. Sie tritt seit 1996 im libanesischen Fernsehen auf und ist vor allem mit Parodien bekannter weiblicher Popsängerinnen im gesamten arabischen Raum populär.